# Leiotettix
Leiotettix is een geslacht van rechtvleugeligen uit de familie veldsprinkhanen (Acrididae). De wetenschappelijke naam van dit geslacht is voor het eerst geldig gepubliceerd in 1906 door Bruner.

## Soorten
Het geslacht Leiotettix omvat de volgende soorten:
- Leiotettix flavipes Bruner, 1906
- Leiotettix hastatus Rehn, 1907
- Leiotettix politus Rehn, 1913
- Leiotettix pulcher Rehn, 1913
- Leiotettix sanguineus Bruner, 1906
- Leiotettix viridis Bruner, 1906